# Mobile Quarantine Facility

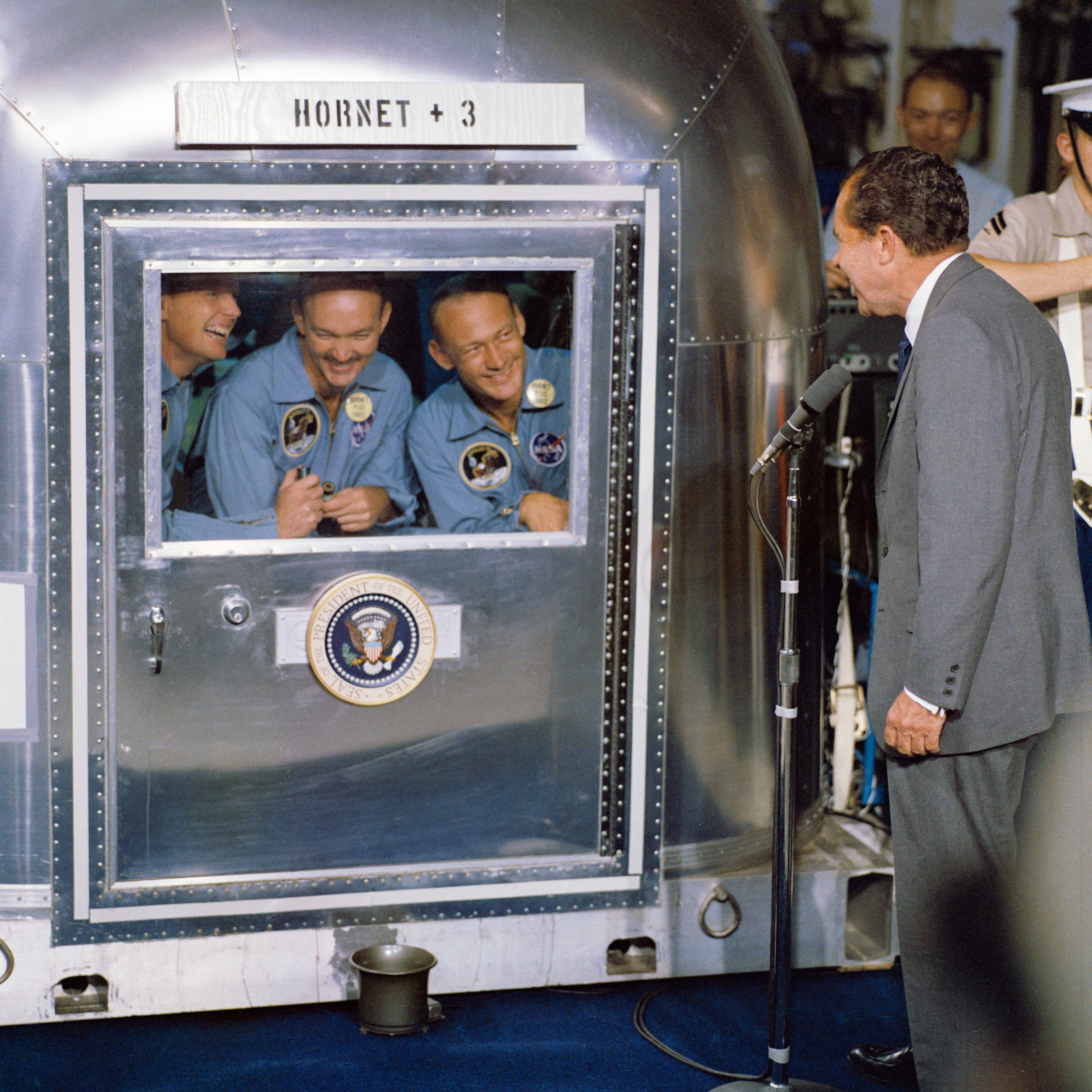
L'equipaggio dellApollo 11 in quarantena visitati da Richard Nixon dopo il ritorno sulla Terra

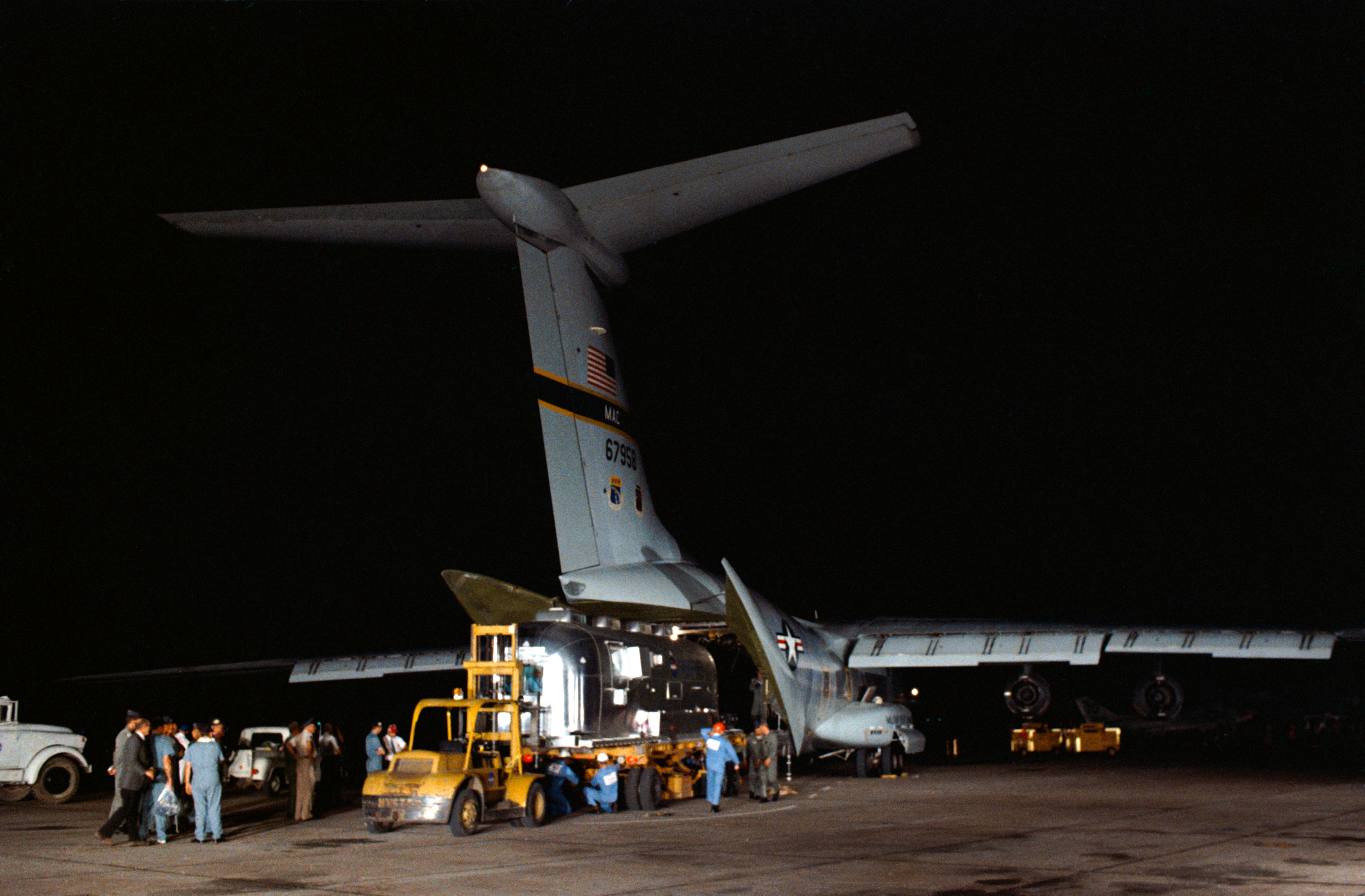
Il mobile quarantine facility, con l'equipaggio dell'Apollo 11 dentro, è scaricato da un C-141.

Il Mobile Quarantine Facility (MQF) era un Airstream convertito, usato dalla NASA per la quarantena degli astronauti ritornati dalle missioni lunari Apollo per una durata di 21 giorni.  Il suo utilizzo era quello di prevenire qualsiasi infezione da parte di eventuali agenti infettivi presenti sul suolo lunare. Funzionava mantenendo una bassa pressione all'interno e filtrando l'aria in uscita.

## Rischi e limiti
Il programma Apollo ha avuto la sua parte di rischi e limitazioni. Una delle principali preoccupazioni del programma era il potenziale impatto della polvere lunare sulla salute degli astronauti. La polvere lunare è una polvere fine che ricopre la superficie lunare e può causare seri problemi respiratori se inalata. Per proteggere gli astronauti, la NASA ha implementato un rigoroso protocollo di quarantena dopo ogni missione lunare.
Tuttavia, questo protocollo aveva i suoi limiti. Il processo di quarantena è stato progettato per durare 21 giorni, ma in seguito si è scoperto che eventuali organismi microbici presenti nel suolo lunare avrebbero potuto impiegare fino a due mesi per diventare attivi. Ciò significava che il periodo di quarantena potrebbe non essere stato abbastanza lungo da proteggere completamente la salute degli astronauti.
Un'altra limitazione del protocollo di quarantena era che era efficace solo contro agenti patogeni noti. Se sulla Luna fossero stati scoperti nuovi microrganismi, la NASA non avrebbe avuto la capacità di sviluppare tempestivamente nuove procedure di quarantena.